# النساء في غانا

تغير وضع المرأة ودورها في المجتمع الغاني على مدى العقود القليلة الماضية. كانت هناك زيادة بطيئة في المشاركة السياسية للمرأة الغانية على مر التاريخ. تُمنح المرأة حقوقًا متساوية بموجب دستور غانا، ومع ذلك تظل التفاوتات في التعليم والتوظيف والصحة للنساء سائدة. بالإضافة إلى ذلك، تتمتع النساء بفرص أقل بكثير من الفرص المتاحة للرجال في غانا. تواجه النساء الغانيات في المناطق الريفية تحديات مختلفة قليلاً عن النساء في المناطق المُتحضرة. تتزايد الأسر التي ترأسها النساء في جميع أنحاء غانا، إذ يعملن لتوفير لقمة العيش. ما تزال في غانا اليوم، أشكال متعددة من العنف ضد المرأة. زادت في السنوات الأخيرة المنظمات النسوية وجماعات حقوق المرأة.  تستمر الجهود المبذولة لتحقيق المساواة بين الجنسين في النمو في غانا. لقد وقعت حكومة غانا على العديد من الأهداف والاتفاقيات الدولية لتعزيز حقوق المرأة.

## السياسة
رغم كفل حقوق المرأة في المشاركة السياسية بموجب دستور غانا لعام 1992، يظهر نقص كبير للعنصر النسائي في التحصل على مناصب مهمة في الحكومة. على مر التاريخ، لم يكن لغانا رئيسة واحدة. شغلت النساء في عام 2012، 19 مقعدًا في البرلمان، بينما شغل 246 رجلًا بقية المقاعد. زاد في عام 2017 عدد النساء المنتخبات للبرلمان، وانتُخب إجمالي 37 امرأة. مع ذلك، ما تزال النساء الغانيات يشكلن ما يقارب 13.5٪ فقط من البرلمان. تعَد رئيسة المحكمة صوفيا أكوفو، ثاني امرأة تُعين في هذا المنصب. كانت جورجينا وود أول امرأة تُعيّن رئيسة للمحكمة العليا. بالإضافة إلى ذلك، لا تشكل النساء سوى نسبة صغيرة من إجمالي القضاة في المحاكم العليا. شكلت النساء في عام 2009، نسبة 23% من قضاة المحكمة العليا. زاد عدد النساء في البرلمان ببطء، منذ اعتماد النظام متعدد الأحزاب في عام 1992.
اتخذت غانا خطوات متعددة لزيادة المساواة بين الجنسين في المجال السياسي. على سبيل المثال، وقعت الحكومة وصادقت على اتفاقية القضاء على جميع أشكال التمييز ضد المرأة. نذكر -فيما يلي- العديد من المؤسسات في غانا، التي تعمل على النهوض بحقوق المرأة وقضايا الرعاية الاجتماعية. تطالب عديد من الناشطات والمجموعات النسائية في غانا بسياسات وبرامج جنسانية لتحسين معيشة النساء. بالإضافة إلى ذلك، لدى الحكومة وزارة مكرسة للمرأة فقط، وتركز وزارة الشؤون الجنسانية والطفل والحماية الاجتماعية على تشكيل سياسات وخطط بشأن القضايا المتعلقة بالنساء والأطفال على وجه التحديد. على الرغم من الجهود التي تبذلها المنظمات غير الحكومية والأحزاب السياسية، ما تزال مشاركة الإناث في السياسة في غانا منخفضة. يمكن أن يُنسب عدم المشاركة السياسية للنساء في غانا إلى الأعراف الثقافية القديمة والمعايير الاجتماعية؛ إذ يساهم الاعتقاد التقليدي -القائل بوجوب عدم تحمل المرأة مسؤوليات خارج المنزل- في نقص العنصر النسائي في السياسة. ترتبط القيادة هناك أيضًا -ارتباطا تقليديًا- بالأولاد والرجال. تواجه النساء مشاكل تمييز وعنصرية في غانا عند شغلهن مناصب قيادية.

## هيكل الأسرة

### الزواج
يشير تعدد الزوجات إلى الزيجات التي يُسمح للرجال فيها بأكثر من زوجة واحدة في نفس الوقت. شُجع الرجال على الزواج من أكثر من زوجة في أوقات ما قبل الاستعمار، خاصة الأثرياء منهم. كان يُنظر إلى تعدد الزوجات تقليديًا على أنه مصدر عمل للرجال، إذ وافقت عديد من الزوجات بالعمل دون أجر لصالح أزواجهن. كان المهر الذي يتلقاه الآباء -في المجتمعات الأبوية عند زواج بناتهم- وسيلةً تقليدية لتجميع ثروة إضافية. تبلغ اليوم نسبة النساء المتزوجات من رجال متزوجين من أكثر من زوجة واحدة في المناطق الريفية (23.9 في المئة)، وهو ضعف نسبة النساء في المناطق الحضرية (12.4 في المئة). تبلغ الفئة العمرية التي تضم معظم هؤلاء النساء (45-49 سنة)، تليها الفئة العمرية (15-19 سنة)، ثم المجموعة الثالثة (40-44 سنة). تنخفض معدلات الزيجات المتعددة مع ارتفاع مستوى التعليم وزيادة مستوى الثروة.
غالبًا ما يُرتب الزواج في المجتمعات التقليدية، بموجب القانون العرفي أو الاتفاق عليه من قبل الآباء وغيرهم من كبار أقارب العروس والعريس. يساعد هذا النوع من الزواج على ربط  العلاقات الاجتماعية بين العائلتين / المجموعات، لذا شُجع الزواج داخل نفس المجموعات العرقية وفي المنطاق المجاورة. اختلف السن الذي تتزوج فيه النساء بين كل مجموعة إثنية وأخرى، لكن تزوج الرجال عمومًا من النساء الأصغر منهم سناً. رتبت العائلات بعض الزيجات قبل بلوغ الفتاة سن الرشد بفترة طويلة.
تفوقت إرادة الأسرة في هذه المسائل على  الإرادة الشخصية لبناتهم، ما زاد خضوع الزوجة وتبعيتها وتفشي هذه الظاهرة في المجتمع. حُرمت النساء من اكتساب المال، حتى في العلاقات الزوجية، وذلك عبر ترتيبات المعيشة التقليدية. استمرت النساء المتزوجات اللاتي ينتمين إلى المجموعات المنسوبة إلى الأم، مثل الأكانيون، في الإقامة في منازلهن الأم. تُنقل وجبات الطعام التي تعدها الزوجة إلى الزوج في منزله الأم. في حالات تعدد الزوجات، تُرتب مواعيد للزيارة. عززت أنماط المعيشة المنفصلة، فكرة خضوع كل زوج  لسلطة رب أسرة مختلفة، ولأن ما يعود الأزواج دائمًا إلى سلالات مختلفة، يخضع كل منهم في نهاية المطاف، لسلطة كبار السن من سلالته. بصفة الزوجة دخيلة خارجية عن عائلة الزوج، فهي لا ترث أيًا من ممتلكات زوجها، بخلاف الممتلكات التي أهداها لها زوجها تقديرًا رمزيًا منه، لسنوات إخلاصها. من المتوقع أن يرث الأطفال من عائلة أمهم بعد هذا الزواج الأمومي. من ناحية أخرى، يرث الداغامبيون من آبائهم. تضم المجموعة المحلية في هذه المجتمعات الأبوية، الرجل وزوجته أو زوجاته وأطفالهم، وربما العديد من الأقارب. تقترب الزوجة من زوجها وأسرته.
يساعد إنجابها لأطفال ذكور، في التأكد من حصولها على ثروة زوجها بطريقة مباشرة. تختلف اليوم ديناميات الزواج بشكل عام بين المناطق الريفية والمناطق الحضرية. يعد تعدد الزوجات أشيع في المناطق الريفية، وعادة ما تُدعم المرأة المتزوجة من قبل مجموعات كبيرة من الأقارب ومن زوجات زوجها الأخريات. اعتمدت المناطق الحضرية في غانا عمومًا، على تبني العادات والممارسات «الغربية» في ما يخص الزواج. تتحمل المرأة في المناطق الحضرية، مسؤولية اختيار زوجها، لعدم استناد اختيارها على النسب أو مصالح أسرتها. علاوة على ذلك، يُنظر إلى المرأة الحضرية شريكة ورفيقة، أكثر من كونها قاصرًا، كما هو الحال في العديد من المناطق الريفية. مع ذلك، قد يكون من الصعب على المرأة الحضرية في كثير من الأحيان التكلم عن مظالم ومشاكل معينة أو ترك زوجها، ويعود ذلك إلى هذه المسؤولية، بالإضافة إلى نقص الدعم العائلي الذي غالبًا ما تُحرم المرأة الريفية منه. يحظر قانون حماية الطفل في غانا، وقانون الأطفال،  زواج الأطفال، ومع ذلك، تشير بيانات عام 2011، إلى أن 6% من الفتيات في جميع أنحاء البلاد كن متزوجات قبل سن 15 عامًا. وبلغت نسبة المراهقات (تتراوح أعمارهن بين 15 و 19 عامًا)  المتزوجات في الوقت الحالي 7% بين عامي 2002 و 2012. تعيش معظم هولاء النساء في فولتا والمناطق الغربية والشمالية. يعشن بشكل عام في المناطق الريفية بغض النظر عن المنطقة.